# Jean Roger-Ducasse

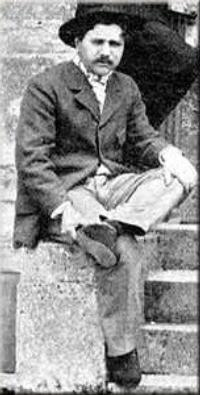
Jean Roger-Ducasse

Jean Jules Aimable Roger-Ducasse (* 18. April 1873 in Bordeaux; † 19. Juli 1954 in Le Taillan-Médoc, Département Gironde) war ein französischer Komponist.

## Leben
Roger-Ducasse studierte ab 1892 am Conservatoire de Paris. Seine Lehrer waren dort unter anderem Charles Wilfrid de Bériot, André Gedalge und Gabriel Fauré. 1898 erklang mit seiner Petite Suite erstmals eine seiner Kompositionen öffentlich. 1902 erhielt er den „Premier Second Prix de Rome“. Ab 1909 war er Inspekteur für den Gesangsunterricht an den Pariser Schulen und wurde später zum Generalinspekteur des Musikwesens ernannt. 1935 erhielt er am Pariser Conservatoire eine Professur in Nachfolge von Paul Dukas.

## Werk
Die Kompositionen von Roger-Ducasse zeigen sich von Fauré und Debussy beeinflusst, greifen aber auch auf die polyphone Tradition eines Johann Sebastian Bach zurück. In seinem nicht sehr umfangreichen Werkverzeichnis finden sich mehrere Orchesterwerke, Werke für Chor und Orchester, zwei Opern (Orphée, Cantegril), zwei Streichquartette, ein Klavierquartett und Klavierkompositionen.